# Paracles rudis
Paracles rudis là một loài bướm đêm thuộc phân họ Arctiinae, họ Erebidae.